# Pétaso

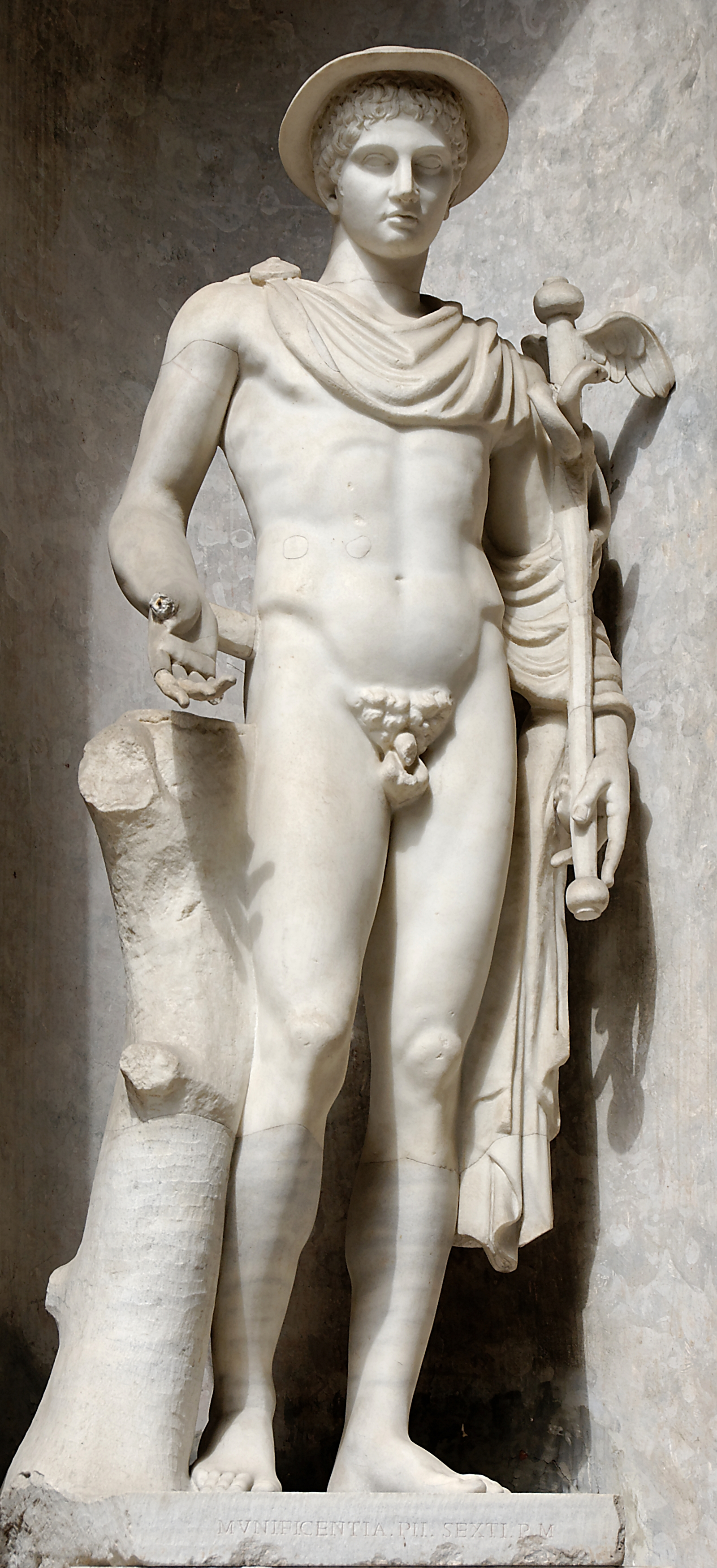
Hermes Ingenui con pétaso, copia romana de un original griego del siglo V a. C., museo Pío-Clementino, Ciudad del Vaticano.

El pétaso o petaso (en griego antiguo: πέτασος, pétasos) es un sombrero de ala ancha de origen tesalio, que llevaban los antiguos griegos, tracios y etruscos, a menudo en combinación con la capa clámide. Estaba hecho de fieltro de lana, cuero, paja o piel de animal. Las versiones femeninas tenían una corona alta, mientras que las masculinas eran más bajas.
Lo llevaban sobre todo los campesinos, los viajeros y los cazadores, y se consideraba característico de la población rural. Los hombres de la élite griega no solían llevar sombrero. Como sombrero alado, se convirtió en el símbolo de Hermes, el dios mensajero de la mitología griega.
Junto con el píleo, el pétaso era el sombrero más utilizado en Grecia entre 1200 y 146 a. C. Su ala ancha protegía del sol y la lluvia, mientras que una larga correa permitía sujetarlo bajo la barbilla. Cuando no se necesitaba, se llevaba colgado detrás de la cabeza. Su popularidad se extendió posteriormente a los etruscos, el Imperio bizantino y el Imperio romano, con ligeras modificaciones.
También era llevado, junto con la clámide, por los efebos en el gimnasio. De él nació la expresión griega ὑπὸ πέτασον ἄγειν, utilizada por la Septuaginta (2 Macabeos 4, 12) (literalmente, «llevar bajo el pétaso», es decir, «conducir al gimnasio»).
El dios Mercurio, también llevaba un pétaso. Y los romanos lo usaban en el teatro para protegerse del sol.